# Proechimys roberti
Proechimys roberti is een zoogdier uit de familie van de stekelratten (Echimyidae). De wetenschappelijke naam van de soort werd voor het eerst geldig gepubliceerd door Thomas in 1901.

## Voorkomen

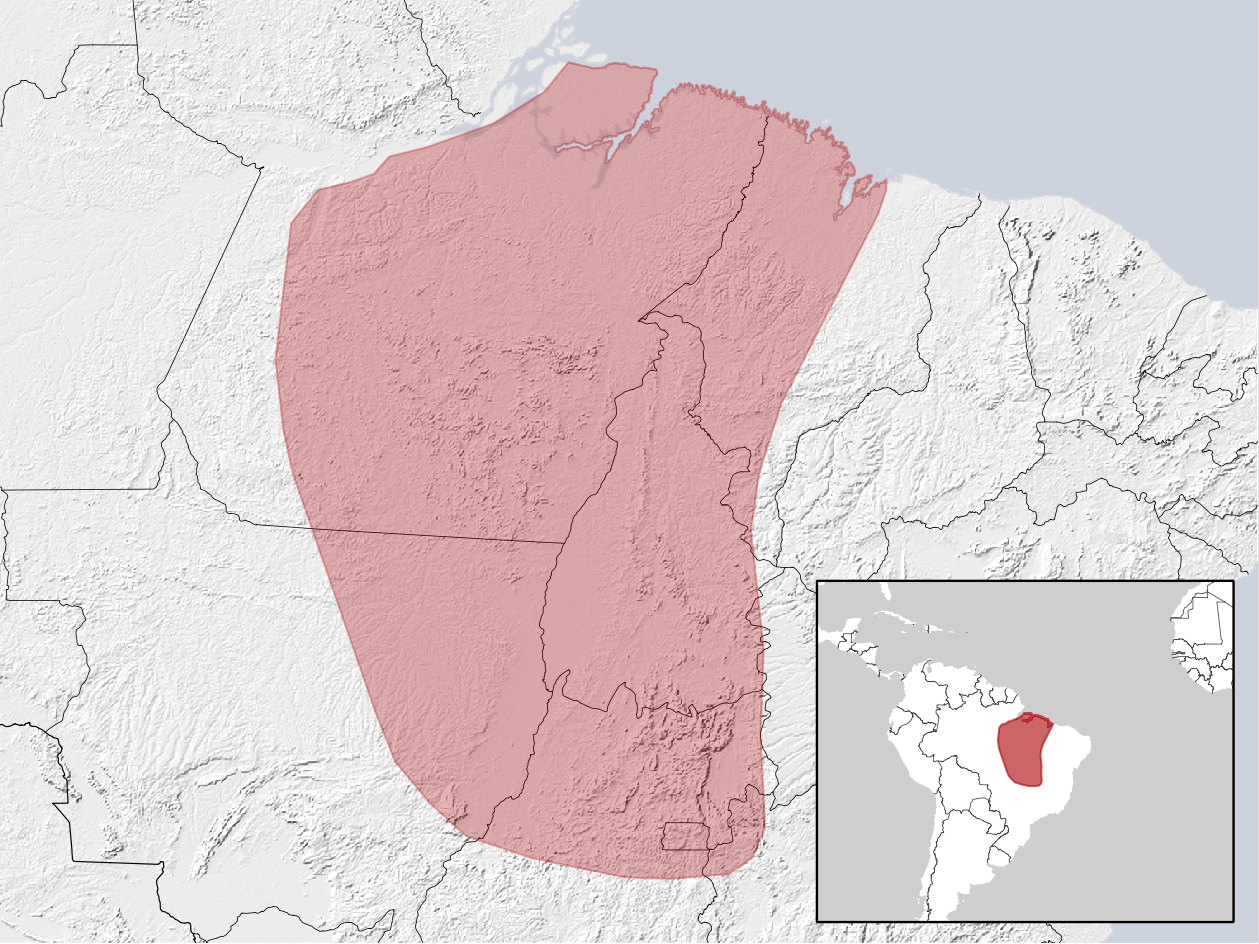
Leefgebied

De soort komt voor in Brazilië.